# Surajgarh
Surajgarh là một thành phố và khu đô thị của quận Jhunjhunun thuộc bang Rajasthan, Ấn Độ.

## Địa lý
Surajgarh có vị trí 28°19′B 75°44′Đ / 28,32°B 75,73°Đ Nó có độ cao trung bình là 280 mét (918 feet).

## Nhân khẩu
Theo điều tra dân số năm 2001 của Ấn Độ, Surajgarh có dân số 18.857 người. Phái nam chiếm 53% tổng số dân và phái nữ chiếm 47%. Surajgarh có tỷ lệ 65% biết đọc biết viết, cao hơn tỷ lệ trung bình toàn quốc là 59,5%: tỷ lệ cho phái nam là 74%, và tỷ lệ cho phái nữ là 55%. Tại Surajgarh, 16% dân số nhỏ hơn 6 tuổi.